# シュタケ
シュタケ（朱茸、Pycnoporus cinnabarinus）はヒダナシタケ目サルノコシカケ科のキノコ。
主に広葉樹の枯れ木や用材などの上に生える。子実体に柄はない。傘は半円形でオレンジ色～朱紅色。白色腐朽菌。食用には適さない。寒冷地に分布。